# Le Creux ès Faïes

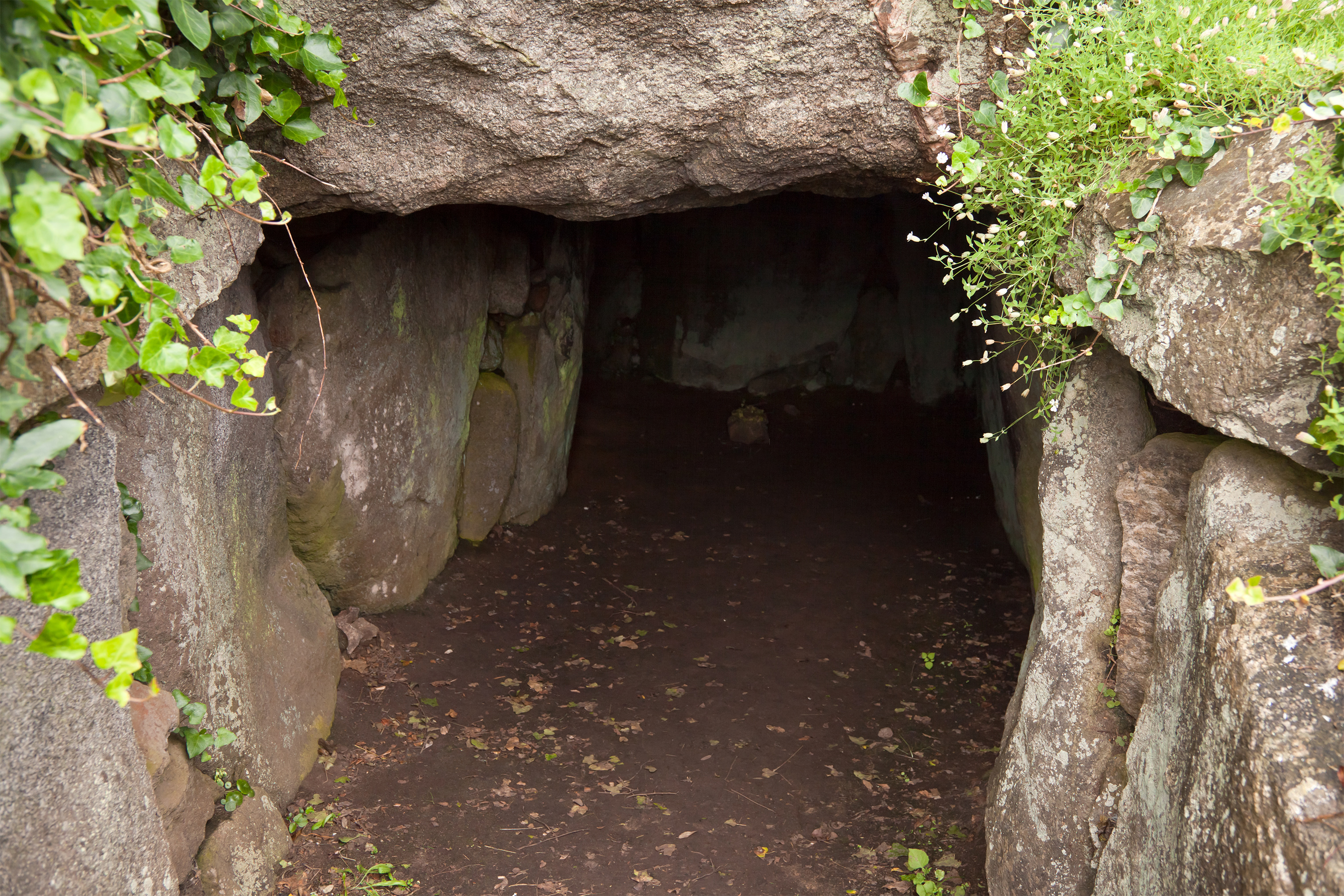
Le Creux ès Faïes

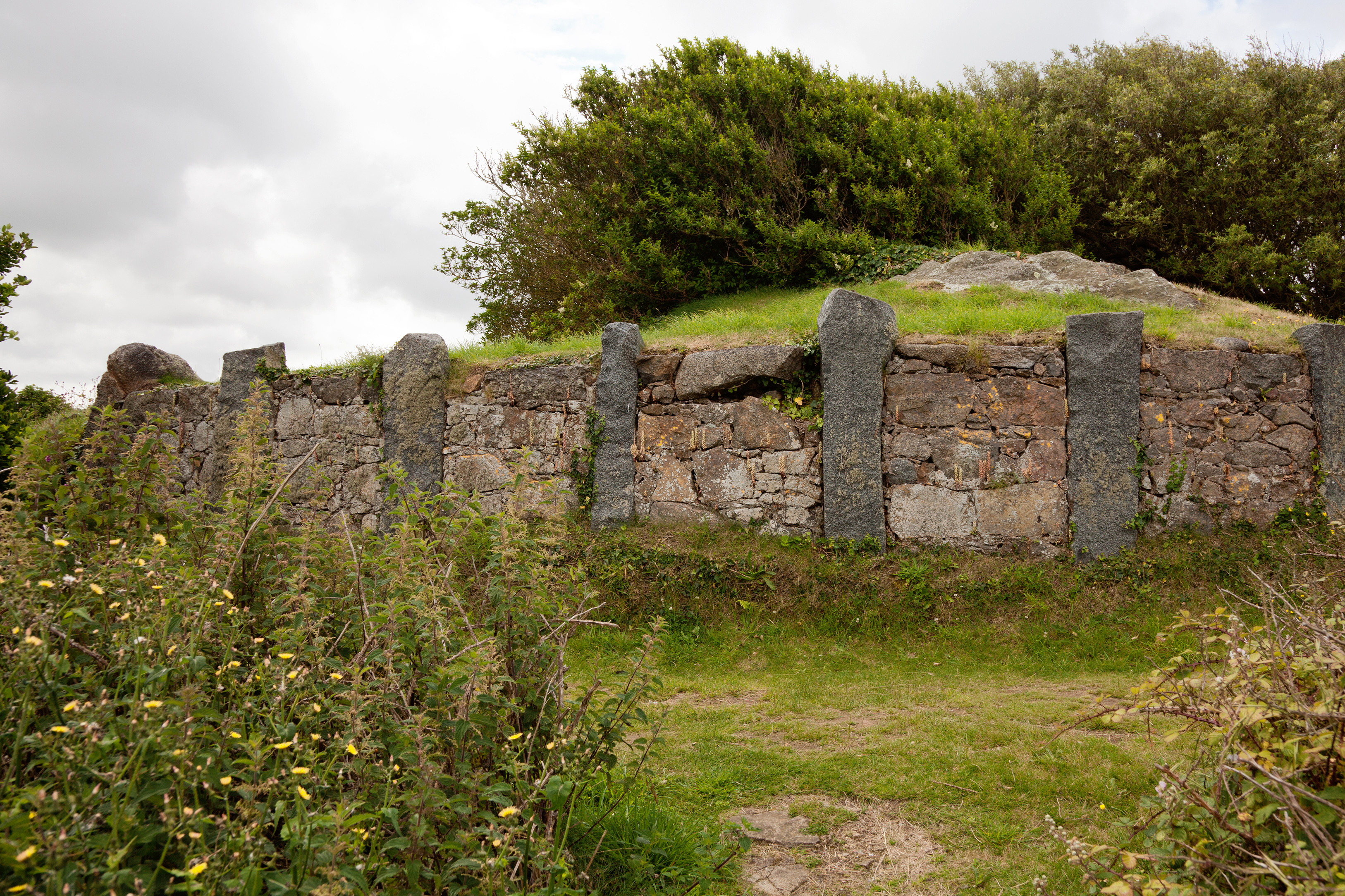
Le Creux ès Faïes der Hügel

Der Dolmen Le Creux ès Faïes (auch Le Creux es Faies, deutsch „Feenhöhle“) liegt auf einer Landzunge nordöstlich der L’Erée Bay auf der Kanalinsel Guernsey. Der Dolmen ist nach französischer Nomenklatur ein V-förmiger Dolmen, nach englischer Einteilung ein Entrance Grave. Die Megalithanlage wurde zwischen 3250 und 2250 v. Chr. errichtet. Der Form nach vergleichbar sind der Dolmen du Mont Ubé auf Jersey sowie Le Trépied und La Varde auf Guernsey.

## Beschreibung
Die zugängliche Kammer nahe der zwischen 2006 und 2010 ausgegrabenen neolithischen Siedlung an der L'Erée Bay, unweit der bei Ebbe zu Fuß erreichbaren Gezeiteninsel Lihou, ist neun Meter lang und zwei Meter hoch. Zwei Decksteine bedecken die Kammer. Der komplett erhaltene Hügel misst an der breitesten Stelle zehn Meter und am nördlichen Rand ist eine Reihe von säulenartigen Randsteinen mit Zwischenmauerwerk erhalten. Es gibt eine Informationstafel am Eingang.

## Funde
Ausgrabungen im Jahr 1840 erbrachten Pfeilspitzen aus Feuerstein, prähistorische Keramik sowie menschliche und tierische Knochen.

## Folklore
Le Creux ès Faïes ist in der Folklore Guernseys als einer der Zugänge zum Feenland bekannt. Die Folklore besagt, dass die Feen jeden Freitagabend das Grab verlassen, um sich mit den Hexen der Megalithanlage von Le Trépied in Le Catioroc zu treffen und zu feiern, und jeden Vollmond würden sie bis zum Morgengrauen auf dem Mont Saint tanzen.